# Stožec (Böhmerwald)
Der Stožec (deutsch Tussetberg) ist ein 1065 Meter hoher Berg des Böhmerwaldes in Tschechien. Er liegt 2,5 Kilometer nördlich des Ortes Stožec (Tusset) und Kilometer südwestlich von Volary (Wallern). Der Berg besteht aus Gneis und Granit und ist mit Mischwald bewaldet. Er ist die Wasserscheide zwischen Warmer (tschechisch Teplá Vltava) und Kalter Moldau (Studená Vltava) im Süden. Östlich liegt der 854 Meter hohe Stožeček.
Der Gipfel und der östliche Teil des Berges stehen seit 1990 unter Naturschutz. Sie wurden im folgenden Jahr Teil der Zone I des Nationalparks Šumava. Seine Nebengipfel liegen alle unter 1000 Meter Höhe. Der bekannteste ist der 975 Meter hohe Stožecká skála (Stožecká-Felsen) mit Kreuz, Marien-Kapelle und den Resten einer kleinen Burg.

## Kapelle am Stožecká-Felsen
Die Marien-Kapelle am Tussetberg wurde 1791 vom Schmied Jakob Klauser aus Wallern errichtet. Das Gnadenbild kam nach 1810 in die Kirche St. Katharina in Wallern (Volary). Dort ist es 1863 verbrannt. Eine originalgetreue Kopie der „Tussetkapelle“ wurde im Juli 1985 im bayerischen Philippsreut eingeweiht. Die ruinöse Kapelle am Stožecká-Felsen (Stožecká kaple) wurde von 1988 bis August 1990 wiederaufgebaut. Auch Johannes-Nepomuk-Kapelle der Kirche St. Katharina wird heute „Tussetkapelle“ genannt.
Ein blau markierter Wanderweg führt von Stožec zur Kapelle am Stožecká-Felsen mit der 30 Meter hohen Südwand. Ein Wegkreuz ist 300 Meter entfernt.